# オン・ザ・ウィングス・オブ・ラヴ
『オン・ザ・ウィングス・オブ・ラヴ』（英語: On the Wings of Love）は、フィリピンのテレビドラマ。ABS-CBNで2015年8月10日から2016年2月26日まで放送された。
タイトルの意味は「愛の翼について」。

## 登場人物
クラーク・メディナ
演：ジェームズ・リード
リア・オリバル・メディナ
演：ナディーン・ルストレ
ジャクリーン「ジャック」ファウスト
演：チェリー・パイ・ピカチェ
リア・オリバル・メディナ
演：ジョエル・トーレ
パシータ「ローラ・パチャン / イマ」マグトト・ファウスト
演：ナディーン・ルストレ
ヴェロニカ「ロナ」マルチネス・オリバル / ワイアット
演：ナディーン・ルストレ